# ريبكا ماكينون
ريبكا ماكينون (بالإنجليزية: Rebecca MacKinnon)‏ (ولدت في 16 سبتمبر1969) هي مؤلفة وباحثة مدافعة عن حرية الإنترنت، شاركت في تأسيس الأصوات العالمية، شبكة إعلام المواطن، تشتهر بكونها صحفية سابقة في شبكة سي ان ان، ترأست مكاتب سي إن إن في بكين ثم لاحقا في طوكيو. وهي عضو في مجلس إدارة لجنة حماية الصحفيين، وعضو مؤسس في مجلس إدارة مبادرة الشبكة العالمية، وهي حاليا مدير مشروع الحقوق الرقمية للتصنيف في معهد التكنولوجيا المفتوحة التابع لمؤسسة نيو أمريكا.

## النشأة والتعليم

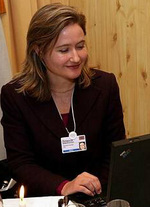
ريبيكا ماكينون تدون

ولدت في بيركيلي (كاليفورنيا)، عندما كانت في الثالثة من عمرها انتقلت عائلة ماكينون إلى تمب، أريزونا، حيث تولى والدها ستيفن ماكينون وظيفة أستاذ في التاريخ الصيني في جامعة ولاية أريزونا. أدى وظيفة ولديها الأكاديمية إلى اجتياز معظم سنوات دراستها الابتدائية في دلهي الهند، هونج كونج، بكين، الصين. قبل أن تعود إلى أريزونا للمدرسة المتوسطة والثانوية. تخرجت من تمب العليا في عام 1987.    
حصلت على درجة الماجستير من جامعة هارفارد في عام 1991 وليسانس الآداب، بعد التخرج أخذت منحة فولبرايت  في تايوان، حيث عملت مراسلة صحفية لصحيفة نيوزويك. 

## العمل

### سي إن إن
انضمت ماكينون إلى سي إن إن عام 1992 كمساعدة لمكتب بكين وانتقلت لتكون مراسلة بحلول عام 1997 ثم رئيس المكتب بحلول عام 1998 أصبحت رئيسة لمكتب طوكيو عام 2001. قابلت قادة بارزين خلال فترة عملها في سي إن إن من بينهم جونيتشيرو كويزومي، تينزن غياتسو، برويز مشرف ومحمد خاتمي.

### زمالات

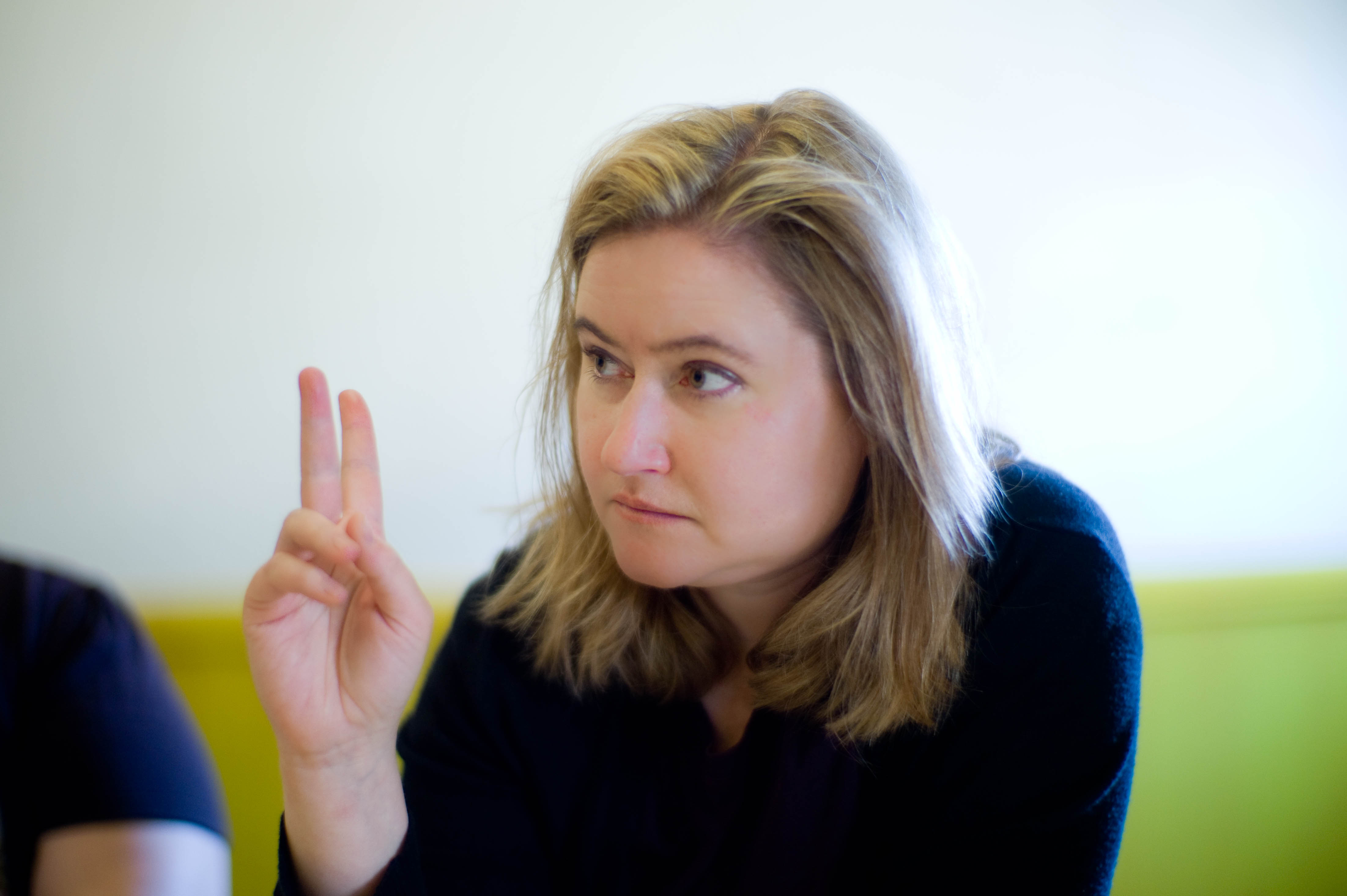
MacKinnon in 2010

في ربيع عام 2004، كانت ماكينون زميلة في مركز جوان شورنشتاين للصحافة، السياسات العامة كلية كينيدي بجامعة هارفارد. وفي ذلك الصيف، انضمت إلى كلية هارفارد للحقوق مركز بيركمان كزميل باحث، حيث بقيت حتى ديسمبر 2006. ومن بين مشاريعها في مركز بيركمان، أسس ماكينون الأصوات العالمية على الإنترنت بالتعاون مع إيثان زوكرمان.Ethan_Zuckerman
انضمت في يناير 2007 إلى مركز الصحافة والإعلام في جامعة هونغ كونغ، حيث ظلت حتى يناير2009. أجرت بحوث كزميل المجتمع المفتوح من فبراير 2009 إلى يناير 2010 بتمويل من معهد جورج سوروس المفتوح للمجتمع. ثم في فبراير 2010 انضمت إلى مركز جامعة برنستون لسياسة تكنولوجيا المعلومات حيث أنها باحثة زائرة، وتعمل على كتاب عن مستقبل الحرية في عصر الإنترنت. وفيما يتعلق بالشرق الأوسط، كتب ماكينون أن «تمكن الإنترنت من مساعدة الناس وعلى إخداث تغييرات سليمة مرتبطة بالربيع العربي». 
أصبحت ماكينون في سبتمبر 2010 زميل برنارد شوارتز في مؤسسة أمريكا الجديدة. وتشغل حاليا منصب مدير مشروع الحقوق الرقمية للتصنيف التابع للمؤسسة الفكرية، وتضع منهجية لترتيب شركات الإنترنت والاتصالات وغيرها من شركات قطاع تكنولوجيا المعلومات والاتصالات على معايير حرية التعبير والخصوصية.   
في يناير 2007، انضمت إلى المجلس الاستشاري لمؤسسة ويكيميديا.

### موافقة الشبكة
نشرت ماكينون أول كتاب لها «موافقة الشبكة النضال العالمي من أجل حرية الإنترنت» في يناير 2012 وأصبح من  أهم الكتب هذا العام  وحصل على جائزة جولدسميث للكتاب. في مقابلة، قالت انها تجادل في الكتاب (من بين أمور أخرى) أن: 
«ولا يمكننا أن نفترض أن الإنترنت سيتطور تلقائيا في اتجاه يتناسب مع الديمقراطية. ذلك يعتمد على كيفية هيكلة التكنولوجيا. تعمل الحكومات والشركات بنشاط على تشكيل شبكة الإنترنت لتلائم احتياجاتهم الخاصة. وتنشأ أكثر الحالات غدرا عندما تجمع الحكومة والشركات جهودهم معا لممارسة السلطة على نفس الناس في الوقت نفسه، بطرق غير مقيدة إلى حد كبير وغير خاضعة للمساءلة. وهذا هو السبب الذي دفعني إلى القول بأنه إذا لم نستيقظ الشعوب ونكافح من أجل حماية حقوقنا ومصالحنا على الإنترنت، فلا ينبغي أن نندهش عندما نستيقظ يوما ما لتجد أنها أصبحت مبرمجة ومشفرة وغير متاحة للاستخدام.»